# Campeão dos Campeões de Snooker de 2022
O Campeão dos Campeões de 2022 ou Champion of Champions de 2022, também conhecido oficialmente como Cazoo Champion of Champions 2022, foi um torneio profissional de snooker que ocorreu entre 31 de outubro e 6 de novembro de 2022 no University of Bolton Stadium em Bolton, na Inglaterra. A 12ª edição do Champion of Champions desde que o torneio foi realizado pela primeira vez em 1978, contou com participação de 16 jogadores. Por ser um torneio por convite, não distribuiu pontos para o ranking mundial. O vencedor recebeu 150 mil libras esterlinas de uma premiação total de 440 mil libras esterlinas.
O inglês Judd Trump foi o defensor do título, tendo derrotado o escocês John Higgins por 10–4 na final de 2021. O inglês Ronnie O'Sullivan derrotou Trump por 10–6 na final para ganhar seu quarto título do "Campeão dos Campeões". Trump fez um break máximo [entrada de 147 pontos] no oitavo frame da final, o sétimo de sua carreira profissional e o segundo na história do torneio.

## Premiação
O evento teve uma premiação total de 440 mil libras esterlinas, sendo 150 mil libras esterlinas a parte do vencedor. A distribuição dos prêmios (prize money) para o evento foi a seguinte:
| Posição                                | Prêmio                    |
| -------------------------------------- | ------------------------- |
| Campeão                                | 150 000 libras esterlinas |
| Vice-campeão                           | 60 000 libras esterlinas  |
| 3–4 (perdedores das semifinais)        | 30 000 libras esterlinas  |
| 5–8 (perdedores das quartas de final)  | 17 500 libras esterlinas  |
| 9–16 (perdedores das oitavas de final) | 12 500 libras esterlinas  |
| Total                                  | 440 000 libras esterlinas |

## Participantes
Os jogadores se classificaram para o evento ao vencer provas ao longo da temporada. Os eventos mostrados abaixo em cinza são para jogadores que já se classificaram para o evento. Os participantes restantes foram os jogadores mais bem classificados no ranking mundial.
| Torneio                                          | Data da final do torneio | Campeão           |
| ------------------------------------------------ | ------------------------ | ----------------- |
| Campeão dos Campeões de 2021                     | 21 de novembro de 2021   | Judd Trump        |
| Campeonato do Reino Unido de 2021                | 5 de dezembro de 2021    | Zhao Xintong      |
| Masters de 2022                                  | 16 de janeiro de 2022    | Neil Robertson    |
| Campeonato Mundial de 2022                       | 2 de maio de 2022        | Ronnie O'Sullivan |
|                                                  |                          |                   |
| World Grand Prix de 2021                         | 19 de dezembro de 2021   | Ronnie O'Sullivan |
| Masters da Alemanha de 2022                      | 30 de janeiro de 2022    | Zhao Xintong      |
| Campeonato de Jogadores de 2022                  | 13 de fevereiro de 2022  | Neil Robertson    |
| Masters da Europa de 2022 (temporada de 2021−22) | 27 de fevereiro de 2022  | Fan Zhengyi       |
| Campeonato da Liga de 2022 (convite)             | 4 de fevereiro de 2022   | John Higgins      |
| Campeonato do Circuito de 2022                   | 28 de março de 2022      | Neil Robertson    |
| Campeonato da Liga de 2022 (ranking)             | 29 de julho de 2022      | Luca Brecel       |
| Masters da Turquia de 2022                       | 13 de março de 2022      | Judd Trump        |
| Masters da Europa de 2022 (temporada de 2022−23) | 21 de agosto de 2022     | Kyren Wilson      |
|                                                  |                          |                   |
| Aberto da Escócia de 2021                        | 12 de dezembro de 2021   | Luca Brecel       |
| Aberto do País de Gales de 2021                  | 6 de março de 2022       | Joe Perry         |
| Aberto da Irlanda do Norte de 2022               | 23 de outubro de 2022    | Mark Allen        |
| Aberto da Grã-Bretanha de 2022                   | 2 de outubro de 2022     | Ryan Day          |
| Aberto de Gibraltar de 2022                      | 26 de março de 2022      | Robert Milkins    |
|                                                  |                          |                   |
| Campeonato Mundial de 2022 (vice-campeão)        | 2 de maio de 2022        | Judd Trump        |
|                                                  |                          |                   |
| Shoot Out de 2022                                | 23 de janeiro de 2022    | Hossein Vafaei    |
|                                                  |                          |                   |
| Masters de Hong Kong de 2022                     | 9 de outubro de 2022     | Ronnie O'Sullivan |
| Campeonato Mundial Feminino de 2022              | 14 de fevereiro de 2022  | Mink Nutcharut    |
| Campeonato Mundial Sênior de 2022                | 8 de maio de 2022        | Lee Walker        |
|                                                  |                          |                   |
| Qualificado através do ranking mundial           | 9 de outubro de 2022     | Mark Selby        |

|  | O jogador também se classificou ao vencer outro torneio |

## Jogos
|  | Oitavas de final Melhor de 7 frames | Oitavas de final Melhor de 7 frames | Oitavas de final Melhor de 7 frames |                   |              | Quartas de final Melhor de 11 frames | Quartas de final Melhor de 11 frames | Quartas de final Melhor de 11 frames |  |  | Semifinal Melhor de 11 frames | Semifinal Melhor de 11 frames | Semifinal Melhor de 11 frames |  |  | Final Melhor de 19 frames | Final Melhor de 19 frames | Final Melhor de 19 frames |  |
|  |                                     |                                     |                                     |                   |              |                                      |                                      |                                      |  |  |                               |                               |                               |  |  |                           |                           |                           |  |
|  | 1                                   | Judd Trump (ENG)                    | 4                                   |                   |              |                                      |                                      |                                      |  |  |                               |                               |                               |  |  |                           |                           |                           |  |
|  | 1                                   | Judd Trump (ENG)                    | 4                                   |                   |              |                                      |                                      |                                      |  |  |                               |                               |                               |  |  |                           |                           |                           |  |
|  |                                     | Luca Brecel (BEL)                   | 2                                   |                   |              |                                      |                                      |                                      |  |  |                               |                               |                               |  |  |                           |                           |                           |  |
|  |                                     | Luca Brecel (BEL)                   | 2                                   | 1                 | Judd Trump   | 6                                    |                                      |                                      |  |  |                               |                               |                               |  |  |                           |                           |                           |  |
|  | Grupo 1                             |                                     |                                     | 1                 | Judd Trump   | 6                                    |                                      |                                      |  |  |                               |                               |                               |  |  |                           |                           |                           |  |
|  |                                     |                                     | 8                                   | Mark Allen        | 1            |                                      |                                      |                                      |  |  |                               |                               |                               |  |  |                           |                           |                           |  |
|  | 8                                   | Mark Allen (NIR)                    | 8                                   | Mark Allen        | 1            | 4                                    |                                      |                                      |  |  |                               |                               |                               |  |  |                           |                           |                           |  |
|  | 8                                   | Mark Allen (NIR)                    |                                     |                   |              |                                      |                                      |                                      |  |  |                               |                               |                               |  |  |                           |                           |                           |  |
|  |                                     | Joe Perry (ENG)                     | 2                                   |                   |              |                                      |                                      |                                      |  |  |                               |                               |                               |  |  |                           |                           |                           |  |
|  |                                     | Joe Perry (ENG)                     | 2                                   | 1                 | Judd Trump   | 6                                    |                                      |                                      |  |  |                               |                               |                               |  |  |                           |                           |                           |  |
|  |                                     |                                     |                                     |                   |              |                                      |                                      |                                      |  |  |                               |                               |                               |  |  |                           |                           |                           |  |
|  |                                     |                                     | 4                                   | Mark Selby        | 3            |                                      |                                      |                                      |  |  |                               |                               |                               |  |  |                           |                           |                           |  |
|  | 4                                   | Mark Selby (ENG)                    | 4                                   | Mark Selby        | 3            | 4                                    |                                      |                                      |  |  |                               |                               |                               |  |  |                           |                           |                           |  |
|  | 4                                   | Mark Selby (ENG)                    |                                     |                   |              |                                      |                                      |                                      |  |  |                               |                               |                               |  |  |                           |                           |                           |  |
|  |                                     | Lee Walker (WAL)                    | 0                                   |                   |              |                                      |                                      |                                      |  |  |                               |                               |                               |  |  |                           |                           |                           |  |
|  |                                     | Lee Walker (WAL)                    | 0                                   | 4                 | Mark Selby   | 6                                    |                                      |                                      |  |  |                               |                               |                               |  |  |                           |                           |                           |  |
|  | Grupo 4                             |                                     |                                     | 4                 | Mark Selby   | 6                                    |                                      |                                      |  |  |                               |                               |                               |  |  |                           |                           |                           |  |
|  |                                     |                                     | 5                                   | John Higgins      | 4            |                                      |                                      |                                      |  |  |                               |                               |                               |  |  |                           |                           |                           |  |
|  | 5                                   | John Higgins (SCO)                  | 5                                   | John Higgins      | 4            | 4                                    |                                      |                                      |  |  |                               |                               |                               |  |  |                           |                           |                           |  |
|  | 5                                   | John Higgins (SCO)                  |                                     |                   |              |                                      |                                      |                                      |  |  |                               |                               |                               |  |  |                           |                           |                           |  |
|  |                                     | Hossein Vafaei (IRN)                | 2                                   |                   |              |                                      |                                      |                                      |  |  |                               |                               |                               |  |  |                           |                           |                           |  |
|  |                                     | Hossein Vafaei (IRN)                | 2                                   | 1                 | Judd Trump   | 6                                    |                                      |                                      |  |  |                               |                               |                               |  |  |                           |                           |                           |  |
|  |                                     |                                     |                                     |                   |              |                                      |                                      |                                      |  |  |                               |                               |                               |  |  |                           |                           |                           |  |
|  |                                     |                                     | 2                                   | Ronnie O'Sullivan | 10           |                                      |                                      |                                      |  |  |                               |                               |                               |  |  |                           |                           |                           |  |
|  | 3                                   | Neil Robertson (AUS)                | 2                                   | Ronnie O'Sullivan | 10           | 3                                    |                                      |                                      |  |  |                               |                               |                               |  |  |                           |                           |                           |  |
|  | 3                                   | Neil Robertson (AUS)                |                                     |                   |              |                                      |                                      |                                      |  |  |                               |                               |                               |  |  |                           |                           |                           |  |
|  |                                     | Fan Zhengyi (CHN)                   | 4                                   |                   |              |                                      |                                      |                                      |  |  |                               |                               |                               |  |  |                           |                           |                           |  |
|  |                                     | Fan Zhengyi (CHN)                   | 4                                   |                   | Fan Zhengyi  | 6                                    |                                      |                                      |  |  |                               |                               |                               |  |  |                           |                           |                           |  |
|  | Grupo 3                             |                                     |                                     |                   | Fan Zhengyi  | 6                                    |                                      |                                      |  |  |                               |                               |                               |  |  |                           |                           |                           |  |
|  |                                     |                                     |                                     | Ryan Day          | 5            |                                      |                                      |                                      |  |  |                               |                               |                               |  |  |                           |                           |                           |  |
|  | 6                                   | Kyren Wilson (ENG)                  | 3                                   | Ryan Day          | 5            |                                      |                                      |                                      |  |  |                               |                               |                               |  |  |                           |                           |                           |  |
|  | 6                                   | Kyren Wilson (ENG)                  | 3                                   |                   |              |                                      |                                      |                                      |  |  |                               |                               |                               |  |  |                           |                           |                           |  |
|  |                                     | Ryan Day (WAL)                      | 4                                   |                   |              |                                      |                                      |                                      |  |  |                               |                               |                               |  |  |                           |                           |                           |  |
|  |                                     | Ryan Day (WAL)                      | 4                                   |                   | Fan Zhengyi  | 2                                    |                                      |                                      |  |  |                               |                               |                               |  |  |                           |                           |                           |  |
|  |                                     |                                     |                                     |                   |              |                                      |                                      |                                      |  |  |                               |                               |                               |  |  |                           |                           |                           |  |
|  |                                     |                                     | 2                                   | Ronnie O'Sullivan | 6            |                                      |                                      |                                      |  |  |                               |                               |                               |  |  |                           |                           |                           |  |
|  | 7                                   | Zhao Xintong (CHN)                  | 2                                   | Ronnie O'Sullivan | 6            | 4                                    |                                      |                                      |  |  |                               |                               |                               |  |  |                           |                           |                           |  |
|  | 7                                   | Zhao Xintong (CHN)                  |                                     |                   |              |                                      |                                      |                                      |  |  |                               |                               |                               |  |  |                           |                           |                           |  |
|  |                                     | Mink Nutcharut (THA)                | 2                                   |                   |              |                                      |                                      |                                      |  |  |                               |                               |                               |  |  |                           |                           |                           |  |
|  |                                     | Mink Nutcharut (THA)                | 2                                   | 7                 | Zhao Xintong | 1                                    |                                      |                                      |  |  |                               |                               |                               |  |  |                           |                           |                           |  |
|  | Grupo 2                             |                                     |                                     | 7                 | Zhao Xintong | 1                                    |                                      |                                      |  |  |                               |                               |                               |  |  |                           |                           |                           |  |
|  |                                     |                                     | 2                                   | Ronnie O'Sullivan | 6            |                                      |                                      |                                      |  |  |                               |                               |                               |  |  |                           |                           |                           |  |
|  | 2                                   | Ronnie O'Sullivan (ENG)             | 2                                   | Ronnie O'Sullivan | 6            | 4                                    |                                      |                                      |  |  |                               |                               |                               |  |  |                           |                           |                           |  |
|  | 2                                   | Ronnie O'Sullivan (ENG)             |                                     |                   |              |                                      |                                      |                                      |  |  |                               |                               |                               |  |  |                           |                           |                           |  |
|  |                                     | Robert Milkins (ENG)                | 2                                   |                   |              |                                      |                                      |                                      |  |  |                               |                               |                               |  |  |                           |                           |                           |  |

### Final
| Final: Melhor de 19 frames. Árbitro: Marcel Eckardt Bolton Whites Hotel, Bolton, Inglaterra, 6 de novembro de 2022 |                 |                                    |
| Judd Trump (1) Inglaterra | 6–10            | Ronnie O'Sullivan (2) · Inglaterra |
| Sessão 1: 0–130 (96), 0–117 (103), 67–52 (O'Sullivan 52, Trump 51), 55–73, 14–78, 32–95 (52), 31–96 (88), 147–0 (147), 96–32 (96) Sessão 2: 0–106 (106), 63–0, 82–0 (82), 100–0 (100), 6–124 (124), 1–85 (85), 18–82 (81) |                 |                                    |
| 147 | Break mais alto | 124                                |
| 2 | Century breaks  | 3                                  |
| 5 | Breaks de 50+   | 9                                  |

## Century breaks
Um total de 24 century breaks foram marcados durante o torneio.
- 147, 114, 104, 100 – Judd Trump
- 141, 118 – John Higgins
- 140, 105 – Mark Selby
- 135, 131, 124, 117, 108, 106, 103 – Ronnie O'Sullivan
- 135, 130, 123 – Fan Zhengyi
- 132 – Zhao Xintong
- 122 – Neil Robertson
- 118, 110, 103 – Mark Allen
- 102 – Robert Milkins